# Nikolaus-Marine-Kathedrale

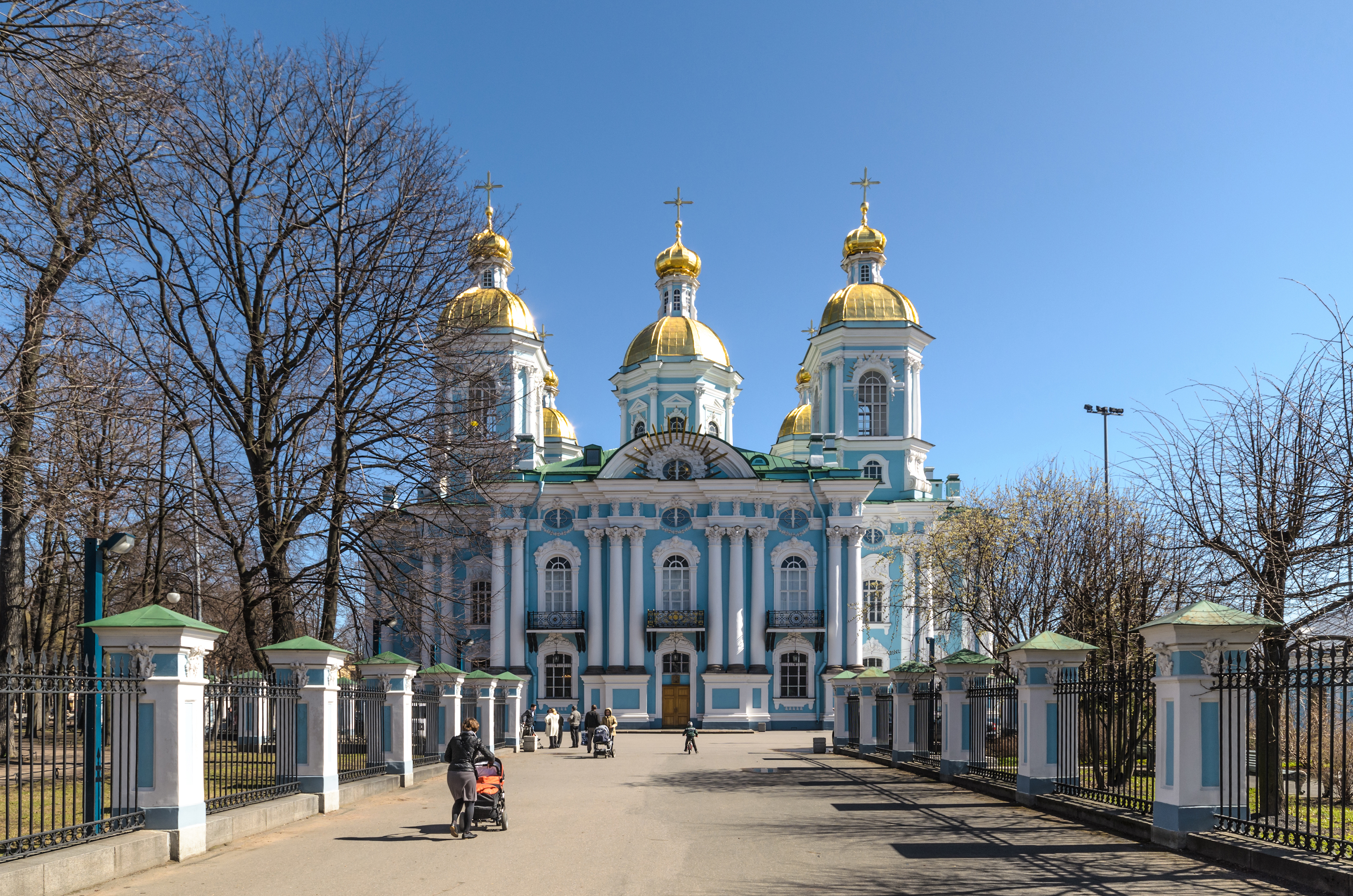
Nikolaus-Marine-Kathedrale

Die Nikolaus-Marine-Kathedrale (russisch Никольский морской собор) in Sankt Petersburg, benannt nach dem Schutzpatron der Seeleute, wurde von 1753 bis 1762 von dem Architekten Sawwa Tschewakinski, einem Schüler von Francesco Rastrelli, im späten Barockstil erbaut. Die am Krjukow-Kanal gelegene Kathedrale ist mit einer blau-weißen Fassade verziert und besteht aus zahlreichen korinthischen Säulen; sie wird von fünf vergoldeten Kuppeln gekrönt. Das Innere der Kirche ist reich mit Goldarbeiten sowie vielfältigem Stuckdekor verziert und enthält eine prächtige Ikonostase mit Bildern aus dem 18. Jahrhundert.
Nach russischer Tradition besteht die Kirche aus zwei Kirchenräumen, der Unter- und der Oberkirche. Die niedrige und düstere Unterkirche steht dem Volk täglich zur Verfügung, während die weitläufigere, helle Oberkirche nur an Feiertagen und zu besonderen Festtagen geöffnet ist.
Der hoffnungslose Träumer aus Dostojewskis Liebesgeschichte „Weiße Nächte“ unternimmt in dieser beschaulichen Umgebung seine nächtlichen Streifzüge durch die Stadt.
Die Nikolaus-Kathedrale war eine der wenigen Kirchen, die in sowjetischer Zeit nicht geschlossen wurde. Im Jahr 1967 wurde hier die Totenmesse für die Dichterin Anna Achmatowa abgehalten. Das ursprünglich als Kirche für die Angestellten der Admiralität im Seefahrer-Viertel errichtete orthodoxe Gotteshaus ist auch der Ort, an dem auf dem Meer umgekommener Seeleute gedacht wird. So gibt es in der Kirche Gedenktafeln für die Besatzungen gesunkener U-Boote. Hier fanden auch die Trauermessen für die Mannschaft des im Jahr 2000 gesunkenen U-Boots Kursk statt.